# 학교 이야기
《학교 이야기》는 대한민국의 EBS에서 방영하여, 학교에서 실제로 일어났던 미담이나 사회적 이슈를 극화한 시추에이션 다큐 드라마이다.

## 방영 목록
2003년 02월 20일 제119회
2003년 02월 13일 제118회
2003년 02월 06일 제117회
2003년 01월 30일 제116회
2003년 01월 23일 제115회
2003년 01월 16일 제114회
2003년 01월 09일 제113회
2003년 01월 02일 제112회
2002년 12월 26일 제111회
2002년 12월 19일 제110회
2002년 12월 12일 제109회
2002년 12월 05일 제108회
2002년 11월 28일 제107회
2002년 11월 21일 제106회
2002년 11월 14일 제105회
2002년 11월 07일 제104회
2002년 10월 31일 제103회
2002년 10월 24일 제102회
2002년 10월 17회 제101회
2002년 10월 10일 제100회 특집
2002년 10월 03일 제99회
2002년 09월 26일 제98회
2002년 09월 19일 제97회
2002년 09월 12일 제96회
2002년 09월 05일 제95회
2002년 08월 29일 제94회
2002년 08월 22일 제93회
2002년 08월 14일 제92회
2002년 08월 08일 제91회
2002년 08월 01일 제90회
2002년 07월 25일 제89회
2002년 07월 18일 제88회
2002년 07월 11일 제87회
2002년 07월 04일 제86회
2002년 06월 27일 제85회
2002년 06월 20일 재84회
2002년 06월 13일 제83회
2002년 06월 06일 재82회
2002년 05월 30일 제81회
2002년 05월 23회 제80회
2002년 05월 16일 제79회
2002년 05월 09일 제78회
2002년 05월 02일 제77회
2002년 04월 25일 제76회
2002년 04월 18일 제75회
2002년 04월 11일 제74회
2002년 04월 04일 제73회
2002년 03월 28일 제72회
2002년 03월 21일 제71회
2002년 03월 14일 제70회
2002년 03월 07일 제69회
2002년 02월 28일 제68회
2002년 02월 21일 제67회
2002년 02월 07일 제65회
2002년 01월 31일 제64회
2002년 01월 24일 제63회
2002년 01월 17일 제62회
2002년 01월 10일 제61회
2002년 01월 03일 제62회
2001년 12월 27일 제61회
2001년 12월 20일 재60회
2001년 12월 13일 제59회
2001년 12월 06일 제58회
2001년 11월 29일 제57회
2001년 11월 22일 제56회
2001년 11월 15일 제55회
2001년 11월 08일 제54회
2001년 11월 01일 제53회
2001년 10월 25일 제52회
2001년 10월 18일 제51회
2001년 10월 11일 제50회
2001년 10월 04일 제49회
2001년 09월 27일 제48회
2001년 09월 20일 제47회
2001년 09월 13일 제46회
2001년 09월 06일 제45회
2001년 08월 30일 제44회
2001년 08월 23일 제43회
2001년 08월 16일 제42회
2001년 08월 09일 제41회
2001년 08월 02일 제40회
2001년 07월 26일 제39회
2001년 07월 19일 제38회
2001년 07월 12일 제37회
2001년 07월 05일 제36회
2001년 06월 28일 제35회
2001년 06월 21일 제34회
2001년 06월 14일 제33회
2001년 06월 07일 제32회

2001년 05월 31일 제31회

## 같이 보기
- 학교 1 (KBS 드라마본부 제작)
- 학교 2 (KBS 드라마본부 제작)
- 학교 3 (KBS 드라마본부 제작)
- 학교 4 (KBS 드라마본부 제작)
- 신세대 보고 - 어른들은 몰라요 (KBS 드라마본부 제작)
- 성장드라마 반올림 (KBS 드라마본부 제작)
- 학교 2013 (KBS 2TV 월화 드라마 - 2012년 하반기 방영작)
- 후아유 - 학교 2015 (KBS 2TV 월화 드라마 - 2015년 상반기 방영작)
- 학교 2017 (KBS 2TV 월화 드라마 - 2017년 하반기 방영작)
- 학교 2021 (KBS 2TV 수목 드라마 - 2021년 하반기 방영작)